# Pogonomelomys bruijni
Pogonomelomys bruijni é uma espécie de roedor da família Muridae.
Pode ser encontrada nos seguintes países: Indonésia e Papua-Nova Guiné.